# Буркатов Борис Абрамович
Бори́с Абра́мович Бурка́тов (нар. Гольденштейн; 25 січня (7 лютого) 1915, станція Лугини, нині село Станційне Коростенського району  Житомирської області — 19 вересня 2016, Сан-Франциско, США) — український письменник, критик, драматург, перекладач. Член Спілки письменників України (1953).

## Біографія
Народився в родині службовця. Навчався в Кам'янці-Подільському. Учителював, працював у редакції газети «Комсомолець України» (від 1939 року). Закінчив 1940 року факультет мови й літератури Київського педагогічного інституту.
Учасник Великої Вітчизняної війни (боєць-артилерист, пізніше — співробітник фронтових газет).
Відповідальний секретар редакції газети «Літературна Україна» (1946—1966). Працював у Республіканському управлінні захисту авторських прав (1967—1975), в апараті Спілки письменників України та в редакції журналу «Вітчизна».
Переїхав на проживання до США.
Нагороди: орден Червоної Зірки, медалі, Почесна грамота Президії Верховної Ради УРСР.

## Творчість
Автор п'єс на морально-етичні теми «Коли минає сімнадцять» (1961), «Якщо можеш — прости» (1964).
Літературно-критичний нарис про Миколу Тарновського «Ветеран революційного слова» (1964).
Збірки статей «Подих сучасності» (1975), «На поклик сьогодення» (1985).
Переклади творів Сергія Михалкова, Бориса Васильєва та інших російських драматургів і прозаїків.
Автор спогадів про Любомира Дмитерка.